# Aldivas Ayres
Aldivas Ayres de Lima, mais conhecido como Aldivas Ayres, é um trombonista brasileiro.
Membro da banda de Marcos Valle, Aldivas Ayres gravou vários projetos na música brasileira, tendo gravado álbuns de artistas e bandas como Ed Motta, Los Hermanos, Chico Buarque, Trazendo a Arca, Emílio Santiago, Vanessa da Mata, Alceu Valença, Elba Ramalho, Sandra de Sá, Alcione e Cidade Negra.